# Вілла Роузвіль
Вілла Роузвіль — вілла в Аттарді на Мальті. Одна з небагатьох будівель у стилі модерн у країні, вона була побудована у два етапи в 1912 і 1921 роках як літня резиденція. У 2010 році після багатьох років занедбаності будівлю було перетворено на будинок для літніх людей. Роузвіль внесено до Національного переліку культурних цінностей Мальтійських островів серед пам'яток Аттарда.

## Історія
Вілла Роузвіль була побудована як літня резиденція доктора Вальтера Бріффа. Перший поверх збудовано в 1912 році за проєктом італійського архітектора Алессандро Манара. Другий поверх було додано через дев'ять років у 1921 році за проєктом вже мальтійського архітектора Емануеля Борга. Хоча поверхи й були побудовані різними архітекторами, обидва етапи будівництва велися в одному стилі модерну.
Родина Бріффа жила в будинку до 1970-х років, і будівлю недовго використовували як іспитовий центр для Королівської школи музики. Після смерті неодружених дочок Бріффа вілла була покинута і прийшла в напівзруйнований стан. Попри це, реставрацію було заплановано, що дало йому охорону законом.
Будівлю відреставровано у 2009 році та перетворено на будинок для літніх людей, яким керує CareMalta. Будинок був урочисто відкритий прем'єр-міністром Лоуренсом Гонзі 4 червня 2010 року
Будинок визнано як національний пам'ятник 2-го ступеня і внесено до Національного переліку культурних цінностей Мальтійських островів.

## Архітектура

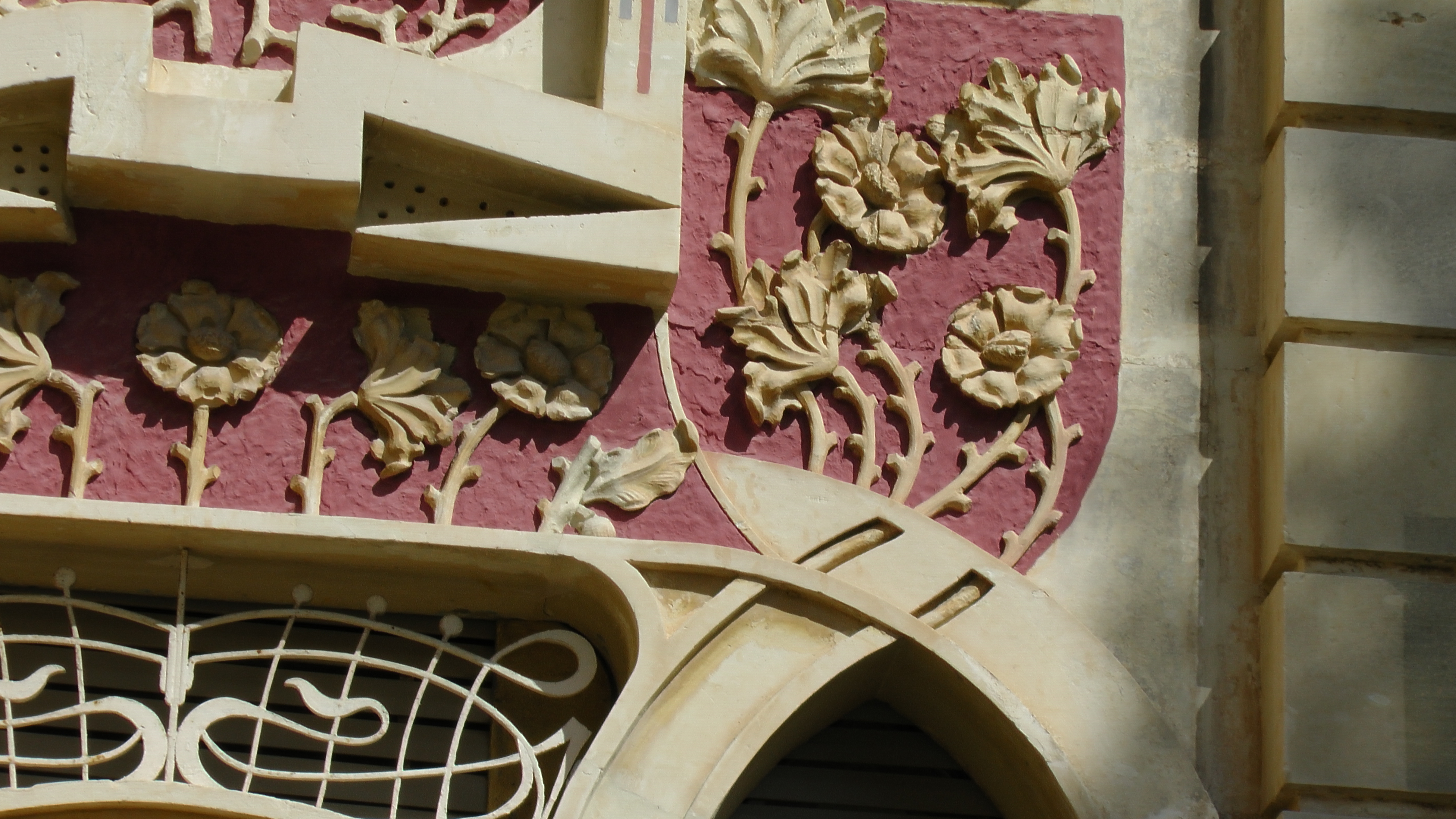
Квіткові деталі на віллі Роузвіль

Будинок у стилі модерн складається з двох поверхів, фасад розділений на три яруси. Перший поверх складається з арочного дверного отвору до якого прилягає арочне вікно, а другий поверх має стрільчасте арочне вікно над дверима, які також прилягають до арочних вікон. Арочні вікна першого поверху розділені на три видовжених вікна, а другого поверху — на два.
Декоративні квіткові мотиви, які перегукуються з французьким або північноіталійським модерном, можна знайти в панелях над вікнами. Заглиблені панелі пофарбовані в червоний колір, а мотиви — в інші кольори, що робить Роузвіль однією з небагатьох поліхромних будівель на Мальті. Інтер'єр будинку виконано в модному на той час єгипетському стилі. Його огороджувальна стіна містить декоративні залізні вироби.

Вілла Роузвіль — унікальна будівля на Мальті, і це одна з небагатьох будівель у стилі модерн на острові. Будинок зберіг свою оригінальну архітектурну тканину та оздоблення, а також фурнітуру та приладдя. За словами Марка Г. Муската,
"Важливість цієї вілли полягає в її унікальності. Це, ймовірно, єдина повністю завершена будівля на Мальті, яка поєднує в собі впливи бельгійського, французького та північноіталійського модерну. Використані форми, очевидно, навіяні проєктами Віктора Орти та іншими будівлями Північної Італії та Франції. Плавні лінії та роботи з кованого заліза надзвичайно виразні та нагадують будівлі в Турині та Мілані. Виразне використання кольору, застосованого до фасаду у вигляді орнаменту, віддалено нагадує поліхромні фасади Отто Вагнера (1841—1918), а також проєкти ротонди Раймондо Д'Аронко (1857—1932), які він задумав у 1902 для Першої міжнародної виставки сучасного декоративного мистецтва в Турині. Такі деталі, як дерев'яна опалубка, яка була запатентована та виготовлена в Німеччині, досі мають марку виробника "C. Leins and Co. Stuttgart'. Роузвіль, безумовно, був одним із перших прикладів архітектури на Мальті, який безперечно можна класифікувати як визначну пам'ятку, одним із небагатьох з часів запізнілого мальтійського бароко на його розквіті. Незважаючи на те, що він може бути не таким видатним, як інші будівлі того часу, його важливість полягає в його історичній цінності та характерній унікальності.

## Прокляття та привиди
До реставрації Роузвіля та перетворення його на будинок для літніх людей, кажуть, що будинок був проклятий або населений привидами. На початку 1930-х років молода дівчина, яка жила в будинку, нібито померла за загадкових обставин, а її мати померла через рік. Кажуть, що будинок був проданий людині, яка невдовзі також померла. Після того, як родичі переїхали у будинок, через кілька років, старший син родини загинув на війні, а інша дитина, батько та мати, померли незабаром після цього.